# 浙赣战役
浙赣战役為中國抗日戰爭中期的大型戰役之一，地點是在中國浙江、江西二省，起始時間為1942年5月中旬。6月14日，日軍攻陷浙贛鐵路全線取得胜利，7月國民革命軍部分反撲，戰役結束後除了金華、義烏兩地之外，浙贛線恢復發起日之前僵持態勢。

## 起因
1938年底武漢會戰後中日之間改為游擊戰，而熱戰態勢大抵佔告一段落，進入膠著與冷凍的一段間接期，日本眼見開戰以來中國經營多年仍虛耗無果，在扶持汪精衛政府成立後，遂轉向南洋作戰，並於1941年成功突襲了珍珠港，不過太平洋戰爭的爆發，這也導致了美軍宣布參戰，於是開始與國軍利用其縱深合作抗日，因此中華大陸暫歇的戰火有再起的趨勢，到了1942年4月18日，日本本土遭美軍空襲，杜立特率领美国特别飞行中队16架B25中型轰炸机从第16特混舰队护航的大黄蜂号航空母舰上起飞，轰炸了日本东京、名古屋、大阪、神户等地后，飞至中国浙江的衢州等地机场迫降，64位機組員大多被當地居民救回，但仍有8位遭日軍逮捕。
日軍大本營为防止中、美空军利用中国浙江一带的机场对日本本土实施“穿梭式轰炸”，杜立德空襲後3日，4月21日軍大本營要求中國派遣軍制定足以解決浙江境內接應轰炸作战的前线机场群的作戰計畫，代號せ号作戦。

## 作戰規劃

### 日本方面
中國派遣軍从駐上海第13軍、駐漢口第11軍集結約40個步兵大隊、16個炮兵大隊摧毀浙江省、福建省沿海包括在衢州、玉山、麗水等地的空军前进機場，並有效的清除該地國民革命軍第三战区有生力量。4月30日，大本营下达了“大陆命”第621号命令：“中国派遣军总司令官应尽快开始作战，主要是击溃浙江省方面之敌，摧毁其主要航空基地，粉碎敌利用该地区轰炸帝国本土之企图”“以第13军的主力和从第11军及华北方面军抽调的部分部队组成，以40余个步兵大队为骨干。” 中国派遣军总司令官畑俊六和第13军司令官泽田茂认为大本营的作战企图及兵力部署导致破坏机场后再撤回来，机场很快即可修复利用，而且仅以击溃敌军为目的太消极，决定改变作战目的及部署，增大使用兵力，扩大作战规模“以歼灭第三战区之敌为主要目的，占领飞行基地为次要目的”“以约80余个步兵大队为骨干”，以第13军使用58个大队“从杭州方面向东部第三战区进攻”，以第11军使用27个大队“攻击西部第三战区军，以策应第13军”。虽然中国派遣军没有足以固守预定占领区的兵力，但为了使该地区的机场群不再为中国空军使用，要固守新占领的金华地区“并在该地附近部署部分打击兵力，以便随时可以发动新的进攻”。又由于“作战地区并不仅限于浙江省，远至江西省，甚至企图打通浙赣线，作战名称也从原定的‘浙江作战’改为‘浙赣作战’”。
- 中国派遣军总司令官畑俊六
  - 第13军司令官沢田茂（日语：沢田茂）中将，辖第17师团驻徐州、第116师团驻安庆、第15师团驻南京、第60师团驻苏州第22师团驻杭州、第70师团驻宁波、独立混成第12旅团驻泰兴、独立混成第13旅团驻合肥、独立混成第17旅团驻上海。参战兵力共为56个步兵大队，约67900人。
  - 第11军司令官阿南惟幾中将参战兵力27个步兵大队，约25000人。

第一阶段，预计为半个月，即攻占到衢州以东的龙游镇一带地区时，部队暂停，以调整战线、进行短时间的休整、作进攻衢州的准备。 第二阶段，仍预计为半个月，即攻占衢州和第3战区的所在地的上饶。第三阶段，最后打通浙、赣线并攻占丽水、温州，预计时间为一周。然后即以各种手段，彻底破坏上述地区内的机场；拆除、运回浙赣铁路的钢轨与设备；听令撤回至原驻地。

### 國軍方面
1942年4月下旬，国民政府军事委员会从第九战区调出第七十四军（王耀武）、第二十六军（丁治磐）两个主力军及预备第5师(曾戛初，1939年1月由鄱阳湖警备司令部改编)加强第三战区作为其机动部队。该战区辖4个集团军，11个军，35个师。
- 第三战区司令长官顾祝同
- 第三战区副长官兼第32集团军总司令上官云相驻淳安，指挥驻钱塘江北岸各部队
  - 第二十五军，军长张文清，辖第40、55、105师。
  - 第二十八军，军长陶广　辖第62、192师。
  - 预备第5师
- 第10集团军总司令王敬久驻金华，指挥钱塘江南岸各部队及金华、兰溪守军
  - 第四十九军，军长王铁汉，辖26、105师，暂编第13师。
  - 第79师（原属第八十六军）
  - 第63师（原属第二十八军）
- 组建第25集团军，总司令李觉，进驻缙云，指挥浙南各部。
  - 第八十八军，军长何绍周，辖新编第21、30、32师
  - 暂编第九军，军长冯圣法，辖暂编第33、34、35师。
- 第二十一军军长刘雨卿　辖第146、147、148师。
- 第五十军，军长范子英，辖第144、145师，暂编第7师。
- 第二十六军，军长丁治磐，辖第32、41、44师。
- 第八十六军，军长莫与硕，辖第16、67师。1941年12月，该军由浙江诸暨调到衢州担任衢州城飞机场守备任务
- 第七十四军，军长王耀武，辖第51、57、58师。
- 第一百军，军长施忠诚，辖第19、75师。担任浙赣路西段作战（位于弋阳）

第三战区制订了在金华地区与日军决战的保卫金、兰、衢的作战指导方案：以最小限度的兵力，配置于浙赣路西段进行持久抵抗；集中主力于浙赣路东段，利用既设阵地、持久抵抗，并竭力袭扰敌军后方，迟滞牵制敌人，特别在金华、兰溪，要预筑坚固阵地竭力抵抗。5月17日国民政府军事委员会复电，不同意第三战区在金华地区决战的方针，指示应在衢州地区决战。复电说：“务将王耀武军（第74军）、丁治磐军（第26军）、王铁汉军（第49军）三军集结衢州附近，切勿控置于金、兰一带被敌逐次消耗。我军方针决在衢州附近决战，不可变更。”  
6月中旬华北方面军又将2个大队（驻德州第41师团的步兵第237联队第2大队；步兵第238联队第2大队，合组成由237联队长奈良正彦指挥的奈良支队。）增调给第13军，总计使用兵力达87个大队，约为大本营原定方案的两倍。

### 自寧波開始進軍
1942年5月11日驻上海的日军第13军在杭州开设了指挥所。5月14日至15日夜，日军第13军第一线部队东起奉化、西至富阳约150公里的正面向金华发起多路分进合击。航空兵直接支援战场进行攻击、轰炸，掩护其地面部队向前进攻，并侦察第三战区的部队调动和撤退情况。　
- 左路（南路） 
  - 第70师团（原为驻宁波独立混成第20旅团，1942年4月扩编）配属原驻上海的独立混成第17旅团的两个步兵大队于5月14日夜从奉化开始行动，在沙溪镇击溃暂编第35师（劳冠英，浙东抗敌自卫军第4纵队改编），5月15日攻占新昌、天台，经尖山镇、安文镇，经横店以南，攻向金华以东的孝顺车站，然后沿铁道与中路主力配合进攻金华、兰溪。5月20日攻占永康、武义，迂回金华南侧
  - 第22师团（原驻杭州）于5月15日晨从上虞东关镇沿曹娥江向南，向三界、嵊县的第八十八军新编第30师、暂编第32师进攻。守军向南撤退。5月17日晚第22师团占领嵊县西南的长乐。歌山，5月20日攻占东阳，横店、四路、永康、武义县，向金华南侧进攻
- 中路进攻主力集结于萧山、杭州、绍兴一线，沿诸暨、义乌、金华、龙游的浙赣铁路两侧攻向衢州
  - 第15师团（原驻南京）于5月15日夜从萧山附近渡过浦阳江，沿浦阳江西岸南下对第八十八军发起攻击。5月17日到达诸暨的西北方附近，与河野旅团形成对诸暨的钳形进攻态势。再向浦江方向进攻。
  - 小薗江混成旅团：驻大同的第26师团独立步兵第13联队和驻山西运城担任河防的第37师团步兵第226联队编成临时混成旅团，由第26步兵团长小薗江邦雄少将指挥。
  - 河野毅混成旅团：从第11军驻应山的第3师团、南昌的第34师团、荆门的第39师团各调一个步兵大队，从驻咸宁的第40师团调两个步兵大队，组成由第40步兵团长河野毅少将指挥。计划在浙、赣铁路东南与15师团、小薗江旅团保持等距，并肩向衢州进攻。5月15日傍晚从绍兴向西南对枫桥镇第八十八军新编第21师发起攻击。5月17日傍晚到达了诸暨以东附近。
- 右路（北路）从富阳沿富春江北岸的新登、桐庐、梅城、建德、寿昌、大同、上方、峡口，从衢江以北迂回，策应中路主力向衢县进攻
  - 第116师团（原驻安庆）指挥原田旅团于5月16日晨从富阳西北方沿富阳江西岸向建德方向第二十八军第192师发起进攻，5月17日傍晚前进至新登。
    - 配属原田次郎（驻徐州的第17师团步兵团长）混成旅团

  - 第32师团(原驻兖州的井出铁藏的第32师团大部，配属原驻石家庄第110师团第140联队)于5月17日14时从富阳出发，在第116师团后方跟进。

各路日军的进攻遭到第三战区一线守军暂九军冯圣法、第八十八军何绍周和预5师等部队不同程度的节节抵抗，至5月17日分别进至大市聚、长乐、诸暨以东、以西和新登附近地区。第13军侦知在安华街、长乐、义乌间集结有第三战区有力兵团，判断第三战区的企图为守卫金华和兰溪，遂决定将进攻重点仍保持在左翼，一举捕捉并歼灭安华、长乐、义乌附近的中国军队，5月18日凌晨1时下达了甲第73号作战命令。
5月18日，日本陆军参谋次长田边盛武中将从东京飞抵杭州了解战况，指示第13军本作战结束后，须确保金华以东的占领地区、本作战最希望获得的物资是萤石和铁道器材。同日，第13军指挥所由杭州前移至刚被占领的诸暨。18日中午第13军侦知暂九军等开始向东阳东南地区撤退，于58日17时补充指示第15师团、第70师团、河野旅团向金华以东地区追击，令第22师团进出武义东北，切断守军退路。
5月19日中国派遣军司令官畑俊六从南京飞抵杭州了解战况、视察战场。第13军参谋长唐川安夫报告了中国部队有很大一部分由义乌、东阳南撤，越出了第70师团和22师团的迂回包围圈的情况。畑俊六指示此次作战，已失去了围歼对方大兵团的机会。
5月19日蒋介石给第三战区的作战指示：（一）日军在攻占金华、兰溪作现地整顿、补充之后，将继续向衢州进攻。（二）为了遮断日军的后方，应在新安江两侧山地，诸暨、衢州铁路两侧的敌后，分别集中一定数量的部队，从若干地区攻击日军的后续部队并力求全歼。作战方法，可采用敌进我退、敌退我进、敌驻我打的游击活动，在广大范围内不断地打击敌人。此外，对富春江上的栈桥及日军的船舶。应集中一定的炮兵部队进行破坏和打击。据此，第三战区将暂编第九军、第八十八军、第二十八军的一部，部署在金华、兰溪地区与富春江一线，阻止日军；其余部队为保存军力避免决战，已向龙游以西后退，在衢州一带集中，以保卫衢州、玉山要地。向浙赣铁路两侧山地退避的部队应在日军后方游击、袭扰作战。  
5月21日，小薗江邦雄混成旅团由山西大同到达杭州，并开向诸暨。
第二十八軍第192師沿新安江阻擊敵人，堅守壽昌；第二十一軍第146師在大小長山與敵進行激烈戰鬥。

### 金华、兰溪防守作战
5月24日，第10集团军王敬久判断当面日军将以主力由岭下朱、孝顺、曹宅及浦江、兰溪大道进攻金、兰，另各以有力部队从武义、汤溪大道及兰江以西地区直趋汤溪、龙游，企图切断金、兰后方联络线，当即令在长乐、东阳附近的暂九军，在安华、义乌及浦江各既设阵地的第八十八军分别向东（阳）永（康）公路两侧和金华以北地区转进，预5师从兰溪、芝厦南北抵抗线向建德东南转进。第40师方日英兼程由更楼镇（今建德新安江西南）开龙游、湖镇间地区，统一指挥暂13师在汤溪、龙游一带占领阵地，对东警戒。新30师由第10集团军直接掌握。第88军速派有力部队占领金华江北岸，掩护金、兰后方。此时第79师段霖茂、第63师赵锡田已归第88军统一指挥，该军军长何绍周已抵金华北山指挥。集团军总部亦移到龙游三叠岩。日军各部队到达金华、兰溪外围地区，形成三面包围的态势：
- 第70师团由永康转向西北，进至孝顺以西地区
- 第22师团于21日占东阳，22日占永康，后向西转进至武义西北，迂回金华以西后方。5月24日领武义至金华的公路。25日，日军第22师团进至古方，26日逼近汤溪，与第40师、暂13师展开激战
- 河野旅团进至金华东南
- 第15师团于22日占孝顺，后进至孝顺以西地区
- 第116师团5月23日南渡新安江向兰溪、金华接近。攻占寿昌后与第32师团并列继续南下。26日，其先头部队已进到衢江北岸的航埠附近。第40师及暂第13师被迫向龙游转进，经苦战，龙游被日军攻陷，金、兰后方已受到严重威胁。第10集团军已令第40师转至大洲镇防守，暂13师转至灵山镇防守，掩护集团军右翼安全。
- 小菌江旅团：在第22师团后跟进，已进至武义附近。

当日第13军发现金华城内有大火，又根据飞行队及各部队的报告，判断金华附近守军已开始撤退。为迫使其进行决战，第13军决定将进攻重点移至右翼，以一部兵力进攻金、兰，以主力向衢州追击。
防守金华的王敬久第10集团军第79师，防守兰溪的第63师在前沿及外围设置了多处布雷区。第70师团由野副昌德少将的第61旅团4个步兵大队从东阳江北岸逼近金华城：
- 独立步兵第102大队，进至金华以北的双龙、马馆，遮断金华至兰溪的公路和铁路交通，以阻止守军的增援部队；
- 独立步兵第104大队，由金华城北迂回至城西，进攻西门；
- 独立步兵第103大队迸攻金华北门；
- 独立步兵第105大队进攻金华东门。

从5月25日傍晚第79师在金华城内外与第61旅团激战3天3夜。5月28日北路第32师团至寿昌西南的航头、志棠，第116师团到达寿昌东南的唐村、诸葛；南路第22师团已于5月27日进至龙游。5月28日拂晓前第79师奉令与兰溪守军撤离，5月28日6时30分金华城被第70师团第61旅团进占。第70师团奉命担任金华、兰溪及铁路沿线诸暨等地的守备作战。　　
从6月25日开始，防守兰溪的第63师与在城东北的第21师协同抗击第15师团的进攻。5月28日10时45分第15师团长酒井直次中将在兰溪城北约3华里的三叉路口处观察情况时进入地雷区被炸成重伤，随即死亡。是日本明治维新建立新式陆军后，第一个在战场上阵亡的陆军师团长。6月2日山内正文中将接任第22师团师团长。该师团的兵器部长宫下、兽医部长佐野、兽医部员佐山等多人也陆续触雷伤亡。5月28日第15师团进占兰溪。
5月29日日軍攻陷壽昌等地，沿鐵路西進，其他單位亦開往龍遊及其以南地區，逐漸完成進攻衢州的準備。

### 江西方向作战
5月31日，日軍第11军從南昌渡過撫河，進攻中國東南，與進攻衢州東西呼應，企圖打通浙贛鐵路線。

### 衢州作战
為免主力部隊作不必要的損耗，國軍變更部署，避免與日軍在衢州附近決戰。6月3日，國軍主力撤離鐵路正面至南側山地，準備在日軍沿鐵路突進時分斷截擊；第八十六軍則守備衢州，與日軍展開激烈的攻防戰，後於6月6日突出重圍。第三战区派预备第5师在富春江北岸独立作战，阻敌前进，并掩护大军撤离。战区总司令部的命令是：预备第5师必须死守建德三天，若擅自撤退，按军法惩办；因司令长官部、总司令部在转移中，三天内不联系。
6月7日至16日，一直西進的日軍攻克玉山、廣豐、上饒、貴溪，並於7月1日在橫峰與進攻東南的部隊會合。之后，转为对机场、铁路的破坏和对战略物资的掠夺。日军由于战线长兵力分散，处处遭到国军的反击,于8月中旬开始在浙赣战线缩短防线。至8月底，浙赣西段之日军全部撤回原防,浙江地区日军撤至新登、兰溪、金华、东阳、奉化之线，战役遂告结束，國民政府在浙赣两省的机场被彻底破坏。
國軍在富春江東岸及浙南地區展開游擊戰，不斷襲擊牽制日軍，主力撤回金華和撫河西岸等地區。在撤退過程中，中日雙方於常山、華埠和仙霞嶺交戰。國軍最後在日軍遭受損失而退回金華、蘭溪一角之地時，駐守撫河東岸而與敵對峙。整場戰役期間估計共有250,000平民死亡。
从江西到衢州一路，日军部队在城乡居民区的水井、水塘和食品中投放了霍乱、伤寒、炭疽菌以及跳蚤细菌。1942年8月31日，日军全体撤离衢州。据当时被捕的农民回忆，在1942年8月，日军将装有细菌的水滴在饭里，然后分发给战俘食用，还有日军强迫战俘喝带细菌的水后放他们离开，导致疫情不断扩散。据统计，1940年至1945年期间，日军在衢州进行的细菌战导致该地区连续八年爆发传染病大流行，患病人数达到30万以上，死亡人数超过4万。1941年下半年，鼠疫传播到了义乌，当时居住在义乌城区北门的金祖惠突然发烧，出现淋巴肿大等症状，口渴难耐，不断地饮水。由于当时信息传播不畅，义乌居民不知道疫情是由日本人传播的，只知道有瘟疫爆发。为了避免被隔离，每户人家都不敢公开宣称家中有人死亡，都是悄悄地在半夜将尸体埋掉。
相較起其它中國戰場戰役，本次戰役出現特殊狀況，非戰鬥人員遭大規模殺戮現象；起因於日軍為了報復當地軍民協助美軍，731部隊在戰役中有計畫性的散播霍亂、傷寒、腺鼠疫及痢疾病原體。但731部隊在這場大規模生化戰實踐過程中並不成功，雖然有效對當地軍民實施生化屠殺，友軍卻也遭池魚之殃；後世統計日軍約有1700人死於生化攻擊、超過1萬日軍出現戰病案例，導致日軍雖然在戰術上成功，但戰果上卻出現與既往有異之傷亡比。主導這次大規模生化攻擊的石井四郎在1942年8月1日遭撤換。　　　　　　　　　　　

## 结果及影响
日軍摧毀國軍衢州等機場，並破壞交通網、拆除鐵路、奪取軍用物資，達成其戰爭目的，另奪占礦產豐富之金華。惟就整體局勢來說，此一作戰對日本原有意發動的四川作戰產生牽制，日軍失去全面進攻四川之時機，又此戰之後，日本清鄉工作擴大，對其戰力造成負面影響。
日军战史记载伤亡1.7万人，基本达到了“没收与破坏铁路设施和器材以及其他培养战力的各种军事、政治、经济设施和资材”、抢掠物资，并掳劫青壮年等“以战养战”的目的。然而根據日本參戰老兵在戰後編寫的部隊史《若松聯隊回想錄》所載，參與本次戰役的步兵第65聯隊在本次會戰期間接收大量抽調自步兵第29聯隊的兵力以填補長時間激戰造成的缺額（這批兵力在本次會戰結束後送還步兵第29聯隊），並自7月21日至隔年1月10日接收4批次補充人員，共計有1,337名，考慮重傷致殘者以外的傷兵應不在補充範圍且該聯隊在本戰役結束至隔年1月10日僅參加數次局部性戰鬥，足可見該聯隊於本次戰役傷亡極為嚴重，而同樣參與此役的第116師團獨立山砲兵第2聯隊於本役期間也一次接收320名補充人員（用以補充陣亡與傷重致殘所造成的永久性損失，可恢復的傷兵應不在補充範圍內），足見該獨立山砲兵聯隊於此本次戰役也遭遇相當程度的作戰傷亡。甚至日軍在近2年之後的一號作戰發動前根據中國派遣軍歷次大型戰役所承受的損害研究，認為一號作戰需要17萬名補充人員（輕傷者應不在補充範圍內），以此推斷日軍於本次會戰極可能承受多達數萬人的作戰傷亡。

## 附錄
1. ↑  .   [2010-02-15]. （原始内容存档于2021-03-29）.
2. ↑  . 浙江在线.   [2024-02-25]. （原始内容存档于2024-02-25）.
3. ↑  Yuki Tanaka, Hidden Horrors, Westviewpres, 1996, p.138
4. ↑  Chevrier & Chomiczewski & Garrigue 2004 （页面存档备份，存于）, p. 19.
5. ↑  Croddy & Wirtz 2005 （页面存档备份，存于）, p. 171.
6. ↑  .   [2016-09-30]. （原始内容存档于2016-10-02）.
7. ↑  何智霖、蘇聖雄. . 《中國抗日戰爭史新編》. 2015年: 260.外部連結 （页面存档备份，存于）
8. ↑  星半三郎編，《若松聯隊回想錄》，1977年，會津若松市：若松聯隊記念事業實行委員會，p182-183
9. ↑  中支那方面部隊略歴（その５）／分割３」JACAR（アジア歴史資料センター）Ref.C12122443800、中支那方面部隊略歴（その５）（防衛省防衛研究所）
10. ↑  日本防衛廳防衛研修所戰史室編撰;曾清貴譯，《日軍對華作戰既要叢書 8 一號作戰(1)河南會戰》，臺北市 : 國防部史政編譯局,民76，p62-63。

## 外部連結
- 榮民文化網 （页面存档备份，存于）
- 浙贛戰役回憶 （页面存档备份，存于）